# Asano Nagasato
Asano Nagasato (永里 亜紗乃, Nagasato Asano)  est une joueuse de football japonaise née le 24 janvier 1989 à Atsugi dans la préfecture de Kanagawa.
Elle est la sœur cadette de Yūki Ōgimi.

## Biographie

### Carrière en club
De 2007 à 2012, Asano Nagasato joue dans le club du NTV Beleza.
En 2013, elle signe pour le club allemand du Turbine Potsdam dans lequel elle retrouve sa sœur.

### Carrière internationale
En 2008, Asano Nagasato participe dans la catégorie des moins de 20 ans à la Coupe du monde qui se déroule au Chili.

## Palmarès

### En club
- Vainqueur du championnat du Japon en 2007, 2008, et 2010 avec le NTV Beleza